# Felbeckerhammer
Felbeckerhammer war ein Wohnplatz und in Remscheid (bis 1975 in Hückeswagen) in Nordrhein-Westfalen (Deutschland). Der Ort war seit dem 19. Jahrhundert ein Industriestandort und wurde beim Aufstau der Wuppertalsperre ab 1982 überflutet.

## Lage und Verkehrsanbindung
Felbeckerhammer lag im südöstlichen Remscheid im statistischen Stadtteil Engelsburg des Stadtbezirks Lennep in der Wupperaue an der Mündung des Feldbachs nördlich von Kräwinklerbrücke. Der Fluss bildete hier die Stadtgrenze zu Radevormwald. Weitere Nachbarorte waren Dörperhöhe, Kräwinkel, Niederfeldbach, Nagelsberg und Müllersberg auf heutigem Remscheider und  Honsberg, Friedrichstal, Heidersteg, Kräwinkel und Dörpe auf Radevormwalder Stadtgebiet. Der Ort lag an der Trasse der Wuppertalbahn, die oberhalb des Orts auf einer hohen Stahlfachwerkbrücke den Feldbach querte.

## Geschichte
Die Geschichte des Orts begann am 12. März 1734, als Peter Clarenbach der Jüngere eine Konzession für den Betrieb eines Eisenhammers erhielt. Er errichtete das Hammerwerk an der Mündung des Feldbachs in der Wupper, der Mitte des 18. Jahrhunderts Velbecke (Vel: Form von Feld, Beck, Becke: niederdeutsche Form von Bach) genannt wurde. Aufgrund dessen wurde das Hammerwerk Feldbacher oder Felbecker Hammer genannt. Im 18. Jahrhundert gehörte der Ort zum bergischen Amt Bornefeld-Hückeswagen.
Zu Beginn des 19. Jahrhunderts besaß das Hammerwerk ein fünf Meter großes oberschlächtiges Wasserrad mit 16 Fuß Gefälle, das die Wasserkraft auf einen Fallhammer zur Produktion von achteckigen Eisenstäben übertrug. 1810 ist es weiterhin im Besitz der Erben Clarenbachs. 1815/16 lebte ein Einwohner im Ort. Die Anlage ging bis 1826 in den Besitz von einem Johann 'Mühlinghaus und einem Johann Daniel Korthaus zu Nagelsberg über.
1832 gehörte Felbeckerhammer unter dem Namen Velbeckshammer der Lüdorfer Honschaft an, die ein Teil der Hückeswagener Außenbürgerschaft innerhalb der Bürgermeisterei Hückeswagen war. Der laut der Statistik und Topographie des Regierungsbezirks Düsseldorf als Weiler kategorisierte Ort besaß zu dieser Zeit eine Fabrik bzw. Mühle und zwei landwirtschaftliche Gebäude. Zu dieser Zeit lebten zwei Einwohner im Ort, beide evangelischen Glaubens.
1838 wurde in den Gebäuden von einem Ludwig Schüssler eine Streichgarnspinnerei eingerichtet. Eine Tuchfabrik in dreistöckiger Fachwerkbauweise wird 1839 erwähnt. Die Tuchfabrik brannte 1871 ab, an gleicher Stelle wurde im Auftrag Ludwig Schüsslers durch den Lenneper Baumeister Julius Schmidt eine neue Fabrik aus Ziegelsteinen errichtet, die ein Wasserrad mit acht Meter Durchmesser und eine 50 PS starke Dampfmaschine für den Antrieb der Spinnmaschinen besaß. 1873 kaufte sich die Firma Hager in den Betrieb ein. Als 1876 eine neue Wäscherei und 1880/81 eine neue Färberei den Betrieb aufnahmen, kam es zu einem Streit um die Abwasserentsorgung, in deren Folge gerichtlicherseits eine Reinigung in einem Klärbassin angeordnet wurde.
Im Gemeindelexikon für die Provinz Rheinland werden für 1885 zwei Wohnhäuser mit 17 Einwohnern angegeben. Der Ort gehörte zu dieser Zeit zur Landgemeinde Neuhückeswagen innerhalb des Kreises Lennep. 1895 besitzt der Ort zwei Wohnhäuser mit 17 Einwohnern, 1905 zwei Wohnhäuser und 14 Einwohner.
1891 wurde noch ein neues Wolllager errichtet, aber 1897 brannte der Felbecker Hammer, nun im Alleinbesitz von Carl Hager, erneut ab; Die Brandruine wurde anschließend von einem Otto Hurschmann zu Rittershausen erworben und anschließend von Kleinbetrieben, unter anderem eine Werkzeugfabrik, genutzt. Nächster Eigentümer war ab 1909 Hermann Matthey aus Barmen, der am Ort einen neuen vier Zentner schweren Dampfhammer aufstellte. Gustav Grimm erwarb die Anlage 1915 und stellte am 9. Mai 1924 darüber hinaus den Antrag den abgebrannten Felbecker Hammer wieder aufbauen und in ein Stahlwerk umbauen zu dürfen. In den Folgejahren spezialisiert sich die Firma auf die Produktion von Eisen/Stahl Verbundwerkstoffen für Maschinenmesser oder auch Schlittschuhkufen. Letztere waren auch Grundlage für große sportliche Erfolge: Die Niederländerin Sjoukje Dijkstra erhielt 1964 bei den Olympischen Winterspielen in Innsbruck die Goldmedaille im Eiskunstlauf auf Schlittschuhkufen der Firma Gustav Grimm.
Die Ausstattung des Felbecker Hammers umfasste Ende der 1960er Jahre fünf Dampfhämmer mit einem Bärgewicht von vier bis 30 Zentner, drei Glühöfen und zwei Friktionspindelpressen. 1973 starb Gustav Grimm, der bis zuletzt mit 20 Mitarbeitern das Werk betrieb. Im Zuge der nordrhein-westfälischen Kommunalgebietsreform (§ 21 Düsseldorf-Gesetz) wurde am 1. Januar 1975 der östliche Bereich um Bergisch Born mit dem Ort Felbeckerhammer aus der Stadt Hückeswagen herausgelöst und in die Stadt Remscheid eingegliedert.
Der Ort und das Werk wurden 1975 als letzte Fabrik im Wuppertal abgetragen, um den Stauraum der Wuppertalsperre zu schaffen.